# Nông nghiệp Eritrea
Nông nghiệp là hoạt động kinh tế chính ở Eritrea. Hơn 80% lực lượng lao động chính ở Eritrea được sử dụng trong nông nghiệp. Nông nghiệp chiếm 11% giá trị của nền kinh tế rộng lớn hơn. Eritrea có 565.000 ha (1.394.000 mẫu Anh) đất canh tác và cây trồng công nghiệp lâu năm.

## Lịch sử
Nông nghiệp ở Eritrea đã trải qua một quá trình cải thiện đáng kể trong những năm gần đây. Sau Chiến tranh Độc lập Eritrea, nông nghiệp là một trong những ngành bị phá hủy hoàn toàn do không được chú trọng phát triển và diện tích đất hoang hóa, không thể canh tác ngày càng tăng. Kể từ đó, các khoản đầu tư đáng kể đã được thực hiện nhằm tái phục hồi ngành công nghiệp, máy móc nông nghiệp đã được mua và nhập khẩu từ nước ngoài nhằm tăng năng suất trồng trọt và hàng trăm con đập đã được xây dựng.

## Sản phẩm nông nghiệp
Các sản phẩm nông nghiệp chính của Eritrea bao gồm cao lương, kê, lúa mạch, lúa mì, các loại đậu, rau, trái cây ăn quả, vừng, hạt lanh, Ngành chăn nuôi chính bao gồm bò nhà, cừu, dê và lạc đà.